# Afon Cadnant
Der Afon Cadnant ist ein Fluss auf Anglesey in Wales. Der Afon Cadnant entsteht östlich des Ortes Llanddona und fließt in einer generell südlichen Richtung bis zu seiner Mündung östlich des Ortes Menai Bridge in die Meerenge der Menaistraße, die Anglesey vom walisischen Festland trennt.

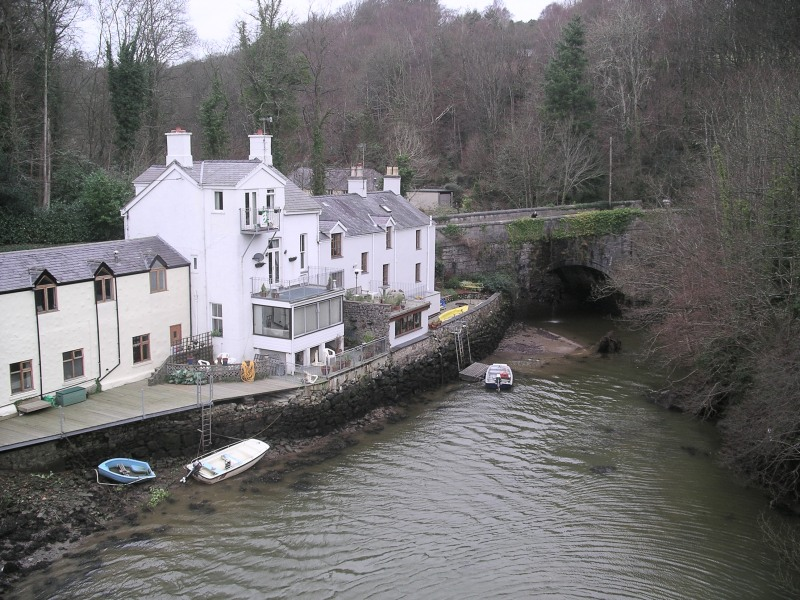
Blick auf Cadnant Dingle im Winter

Bevor der Fluss in einen Ästuar zwischen den im Watt der Meerenge gelegenen Inseln Ynys Gaint und Ynys Castell übergeht, fließt er in seinem Unterlauf durch das als Site of Special Scientific Interest (SSSI) geschützte Tal Cadnant Dingle. Der Name des Naturschutzgebietes bedeutet übersetzt ‚schnell fließend(er Fluss) enges Tal‘. In dem engen Tal schafft der Fluss in einem dichten hauptsächlich aus Eichen und Eschen bestehenden Wald ein sehr feuchtes Klima, in dem auch Farne und Moose sehr gut gedeihen. Der Wald gilt als Beispiel für den durch die moderne Landwirtschaft weitgehend zerstörten ursprünglichen Wald von Anglesey.